# قطعنامه ۱۷۱۸ شورای امنیت
قطعنامه ۱۷۱۸ شورای امنیت سازمان ملل متحد که در تاریخ ۱۴ اکتبر ۲۰۰۶ (۲۲ مهر ۱۳۸۵) تصویب شد، سندی بین‌المللی دربارهٔ منع گسترش جمهوری دموکراتیک خلق کره است. این قطعنامه طی نشست ۵۵۵۱ام با ۱۵ رای موافق، ۰ مخالف و ۰ ممتنع تصویب شد.